# Fundación de las Cajas de Ahorros
La Fundación de las Cajas de Ahorros (Funcas) (2003-2021) es una institución española sin ánimo de lucro que gestiona la obra social de la CECA.
Cambió su denominación social en 2021 pasándose a llamar Fundación de los Bancos y Cajas de CECA.

## Actividades
La Fundación de las Cajas de Ahorros (Funcas) es un think tank dedicado a la investigación económica y social. Una institución de carácter privado, sin ánimo de lucro, creada y financiada por la CECA dentro de su obra social, para el desempeño de actividades que redunden en beneficio de la sociedad española. Las actividades de Funcas cubren tres áreas fundamentales. La economía, particularmente la española, las finanzas —el sistema financiero español— y el ámbito social.
Funcas fue clasificada como fundación docente privada de promoción, por Resolución del Ministerio de Universidades e Investigación, de fecha 22 de diciembre de 1980, e inscrita en el Registro de Fundaciones Culturales de dicho Ministerio. La estructura de Funcas se establece en torno a diferentes direcciones: Coyuntura y Estadística, Estudios Financieros, Estudios Tributarios, Economía Pública y Bienestar, Educación y Bienestar, Estrategia y Economía Industrial, Economía y Políticas de la Salud, Estudios Sociales e Investigaciones externas. 
Publicaciones
Papeles de Economía Española; Cuadernos de Información Económica; SEFO-Spanish Economic and Financial Outlook; Panorama Social; Focus on Spanish Society; Papeles de Energía; Monografías y Documentos de trabajo.
Previsiones e indicadores
Previsiones económicas para España; Panel de previsiones de la economía española; Previsiones IPC; Previsiones económicas regionales; 50 Indicadores del sistema financiero; Los 100 principales indicadores de coyuntura de la economía española e Indicadores regionales.
Formación, difusión y divulgación social
Programa Funcas Educa; En Clave Social; Actos, seminarios y conferencias; FuncasBlog; Espacio Covid-19.
Plataformas y observatorios
Funcas Europe, Observatorio sobre la digitalización financiera (ODF) y Observatorio Funcas de la Empresa y la Industria (OFEI).
Premios Enrique Fuentes Quintana de Tesis Doctorales